# 小行星9657
小行星9657（英語：9657 Ucka）是一颗围绕太阳公转的小行星。1996年2月24日，天文学家克拉多·克洛维奇、D. Matkovic在伊斯特拉发现了此天体。
这颗小行星的绝对星等为112.1257336118741等。